# Bluefish
Bluefish（ブルーフィッシュ）は、プログラミングとウェブページ作成のための自由なテキストエディタである。Bluefishは様々なプログラミング言語・マークアップ言語による開発をサポートしている。BluefishはLinux・Microsoft Windows・macOSなど多くのプラットフォームに対応している。比較的軽量なテキストエディタだがプロジェクト管理などの統合開発環境のような強力な機能にも対応している。

## 特徴
シンタックスハイライト・自動補完・コード折りたたみ・自動回復機能・アップロード/ダウンロード機能・Unicode対応ウェブブラウザなどを内蔵している。プログラミング言語・マークアップ言語に対応したスペルチェッカや複数のドキュメント・プロジェクトの管理に対応している。Bluefishは複数の文字コードに対応している。Bluefishはプラグインとスクリプトによって機能の拡張が可能である。Bluefish 2.2.8以降ではSassに対応した。

## 歴史
Bluefishは1997年、クリス・マズクとオリヴィエ・セシンクによってLinux上でウェブページ作成を行うユーザーを支援するために開発が開始された。Bluefishは現在とは異なる名前で開発が開始された。最初は「Thtml editor」という名前だったが謎めいた名称であったので放棄された。次の名前である「Prosite」は様々な国のこの名前を商業的に使用しているウェブ開発企業との衝突を避けるために放棄された。「Bluefish」という名前はメーリングリストにロゴ (青い魚) が提案された後に決定された。Bluefish 1.0以降は新たなロゴに置き換えられた。

## 開発状況
Bluefishはウィジェット・ツールキットにGTKを採用しており、C言語で書かれている。C言語によるプラグインAPIが存在するが、メンテナンスされていない部分 (info browser pluginなど) とされている部分を分離するために利用されている。Pythonによるプラグインも存在するが、Bluefish本体とやり取りをするためにはC言語によるプラグインが必要となる。BluefishはAutotoolsを利用してビルド環境を設定する。BluefishはGCCとLLVM/Clangの両方でコンパイルが可能となっている。WindowsではMinGWを利用してコンパイルを行う。